# Acht Künstlerinnen
Acht Künstlerinnen, auch Gruppe der Acht Künstlerinnen oder 8 Künstlerinnen, nannte sich eine Ausstellungszweckgemeinschaft von Malerinnen, Grafikerinnen und Bildhauerinnen des Fin de Siècle in Wien.
Die Künstlerinnengruppe war gemischt und vertrat kein einheitliches künstlerisches Programm. Zu den Initiatorinnen und zwölf Jahre Aktiven gehörten: Olga Wisinger-Florian (1844–1926), Bertha von Tarnóczy (1846–1936), Marie Egner (1850–1940), Marianne von Eschenburg (1857–1937), Susanne Granitsch (1869–1946), Marie Müller (1847–1935) und Eugenie Breithut-Munk (1867–1915). Angeschlossen hatte sich auch die Bildhauerin Teresa Feodorowna Ries.
Ausstellungsraum bot der Wiener Kunsthändler Gustav Pisko (1866–1911), obwohl die Ausstellungen keinen Verkaufserfolg erzielten. Die Wiener Kunsthistorikerin Sabine Plakolm-Forsthuber führt dies auf die Dominanz der damals männlich geprägten Wiener Kulturszene zurück. Die Ausstellungen fanden von 1901 bis 1912 in ein- bis zweijährigen Abständen im Kunstsalon Pisko statt, einem der wichtigsten Kunstsalons im Wien des Fin de Siècle, der 1895 gegründet worden war.
Früh nahm die Gruppe auch Gäste auf, so die Wiener Porträtmalerin Josefine Swoboda. In der zweiten Ausstellung mit dem Titel „Acht Künstlerinnen und ihre Gäste“ zeigten ihre Werke auch Ernestine von Kirchsberg, Melanie Horsetzky von Hornthal, Hermine von Janda, Marie Chaloupek und Marie Arnsburg. Der Kontakt unter den Künstlerinnen war vorwiegend durch Korrespondenz geprägt.

## Rezeption
Die Bedeutung der Künstlerinnengruppe liegt in ihrer Vorreiterrolle für die ab 1910 sich tatsächlich etablierenden Künstlerinnenverbände wie der Vereinigung bildender Künstlerinnen Österreichs. Obwohl rund 100 Jahre vergessen, gelangten sie wieder in das Interesse feministischer Spurensuche. Eine kunsthistorische Betrachtung, außer zu einzelnen Künstlerinnen, fand für die Gruppe vor 2023 nicht statt.